# Mistrzostwa Europy w Zapasach 1999
51. Mistrzostwa Europy w zapasach odbyły się w kwietniu i maju. W stylu klasycznym walczono w Sofii, w stylu wolnym w Mińsku, a turniej w stylu wolnym kobiet rozegrano w Götzis.

## Styl klasyczny

### Medaliści
| Konkurencja | Złoto                | Srebro                | Brąz                   |
| ----------- | -------------------- | --------------------- | ---------------------- |
| -54 kg      | Samwieł Danijelan    | Dariusz Jabłoński     | Natiq Eyvazov          |
| -58 kg      | Armen Nazarian       | Walerij Nikonorow     | Karen Mynacakanian     |
| -63 kg      | Włodzimierz Zawadzki | Akaki Czaczua         | Şeref Eroğlu           |
| -69 kg      | Aleksiej Głuszkow    | Ryszard Wolny         | Biser Georgiew         |
| -76 kg      | Stojan Stojanow      | Tamás Berzicza        | Dimitrios Awramis      |
| -85 kg      | Hamza Yerlikaya      | Martin Lidberg        | Aleksandr Mieńszczikow |
| -97 kg      | Mikael Ljungberg     | Ali Mołłow            | Petru Sudureac         |
| -125 kg     | Aleksandr Karielin   | Anastasios Sofianidis | Giuseppe Giunta        |

### Tabela medalowa
| Lp. | Państwo     | Złoto | Srebro | Brąz |
| --- | ----------- | ----- | ------ | ---- |
| 1   | Rosja       | 3     | 1      | 0    |
| 2   | Białoruś    | 2     | 1      | 1    |
| 3   | Polska      | 1     | 2      | 0    |
| 4   | Szwecja     | 1     | 1      | 0    |
| 5   | Turcja      | 1     | 0      | 1    |
| 6   | Grecja      | 0     | 1      | 1    |
| 7   | Gruzja      | 0     | 1      | 0    |
|     | Węgry       | 0     | 1      | 0    |
| 9   | Azerbejdżan | 0     | 1      | 0    |
|     | Armenia     | 0     | 0      | 1    |
|     | Rumunia     | 0     | 0      | 1    |
|     | Włochy      | 0     | 0      | 1    |

## Styl wolny

### Medaliści
| Konkurencja | Złoto                       | Srebro                   | Brąz                |
| ----------- | --------------------------- | ------------------------ | ------------------- |
| -54 kg      | Ołeksandr Zacharuk          | Iwan Conow               | Leonid Czuczunow    |
| -58 kg      | Harun Doğan                 | Michele Liuzzi           | Otar Tusziszwili    |
| -63 kg      | Elbrus Tedejew              | Serafim Byrzakow         | Murad Umachanow     |
| -69 kg      | Zaza Zazirow                | Wielichan Ałachwierdijew | Emzarios Bendinidis |
| -76 kg      | Adam Sajtijew               | Alik Muzajew             | Alexander Leipold   |
| -85 kg      | Mogamed Ibragimow           | Igors Samušonoks         | Szamil Isajew       |
| -97 kg      | Kuramagomied Kuramagomiedow | Wadym Tasojew            | Eldar Kurtanidze    |
| -125 kg     | Andriej Szumilin            | Aydın Polatçı            | Sven Thiele         |

### Tabela medalowa
| Lp. | Państwo   | Złoto | Srebro | Brąz |
| --- | --------- | ----- | ------ | ---- |
| 1   | Ukraina   | 3     | 2      | 0    |
| 2   | Rosja     | 3     | 1      | 3    |
| 3   | Turcja    | 1     | 1      | 0    |
| 4   | Macedonia | 1     | 0      | 0    |
| 5   | Bułgaria  | 0     | 2      | 0    |
| 6   | Łotwa     | 0     | 1      | 0    |
|     | Włochy    | 0     | 1      | 0    |
| 8   | Gruzja    | 0     | 0      | 3    |
| 9   | Niemcy    | 0     | 0      | 2    |

## Kobiety styl wolny

### Medaliści
| Konkurencja | Złoto                    | Srebro                   | Brąz                |
| ----------- | ------------------------ | ------------------------ | ------------------- |
| -46 kg      | Inga Karamczakowa        | Julija Wojtowa           | Farah Touchi        |
| -51 kg      | Marta Wojtanowska        | Jelena Jegoszyna         | Tanja Sauter        |
| -56 kg      | Anna Gomis               | Sara Eriksson            | Tetiana Łazarewa    |
| -62 kg      | Natalia Hartmann-Duenser | Małgorzata Bassa-Roguska | Diletta Giampiccolo |
| -68 kg      | Lise Legrand             | Ewelina Pruszko          | Anita Schätzle      |
| -75 kg      | Tetiana Komarnyćka       | Elvira Barriga           | Elmira Kurbanowa    |

### Tabela medalowa
| Lp. | Państwo | Złoto | Srebro | Brąz |
| --- | ------- | ----- | ------ | ---- |
| 1   | Francja | 2     | 0      | 1    |
| 2   | Polska  | 1     | 2      | 0    |
| 3   | Rosja   | 1     | 1      | 1    |
|     | Ukraina | 1     | 1      | 1    |
| 5   | Austria | 1     | 1      | 0    |
| 6   | Szwecja | 0     | 1      | 0    |
| 7   | Niemcy  | 0     | 0      | 2    |
| 8   | Włochy  | 0     | 0      | 1    |